# Survivre avec les loups (roman)
Cet article concerne le roman. Pour l'adaptation cinématographique, voir Survivre avec les loups (film).
Survivre avec les loups (titre original : Misha: A Mémoire of the Holocaust Years) est un roman présenté comme l’autobiographie d’une rescapée de la Shoah. Le livre a été écrit par Misha Defonseca, de son vrai nom Monique De Wael, en collaboration avec Vera Lee. Il est paru en France en 1997 aux Éditions Robert Laffont, après avoir été publié aux États-Unis, à Boston, par les éditions Mt. Ivy Press. Il s'agit d'une pseudo-autobiographie dans laquelle son autrice prétend raconter comment, en tant que petite fille juive, elle a réchappé à l'Holocauste pendant la Seconde Guerre mondiale, errant à travers Europe à la recherche de ses parents déportés. Le livre a été traduit en 18 langues et adapté au cinéma en 2007 par Véra Belmont, dans un film également intitulé Survivre avec les loups. Il a été vendu à plus de 200 000 exemplaires dans sa version française,.  
En février 2008, après la mise en doute de la véracité de son récit, l’autrice a reconnu que ce qu'elle présentait comme une autobiographie était une invention. 

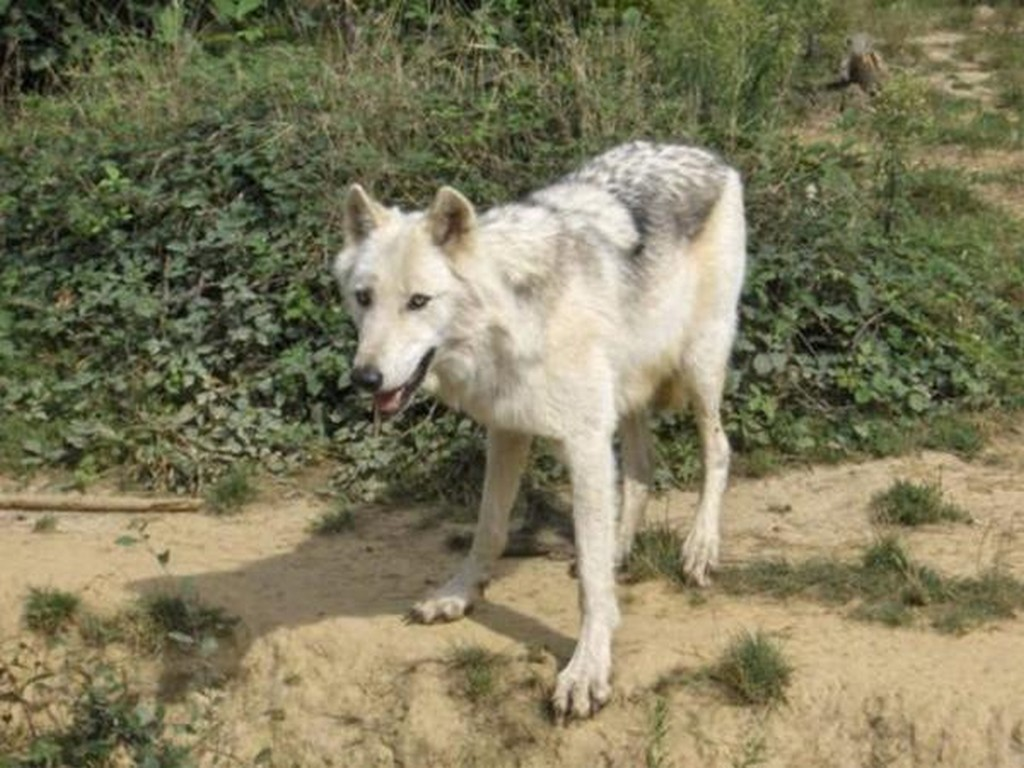
Un loup.

## Le livre
(Les numéros des pages renvoient à l’édition Pocket de 2005.)

### Résumé
Le livre commence par la quête infructueuse de la narratrice, Misha, pour retrouver à Bruxelles les traces de sa petite enfance. Elle se rappelle ensuite  l'époque où elle vivait, quasi cloîtrée, dans un appartement, sauf pour aller à l’école. Un jour, son père ne vient pas la chercher à la sortie des cours. Elle est emmenée dans une famille d’accueil sans tendresse. Rapidement, une véritable complicité s’installe entre elle et Ernest, le grand-père chez qui elle va régulièrement chercher des provisions. Il lui apprend que ses parents ont été arrêtés et déportés à l’Est par les Allemands.
Quand Misha apprend à l’automne 1941 qu’elle ne peut plus se rendre à la ferme du grand-père, elle décide de partir chercher ses parents à l’Est. Elle s’enfuit, avec comme seul guide, une boussole qu'Ernest lui a offerte. Elle vole dans les fermes pour se nourrir, mange des vers de terre, des baies, de l’herbe, des carcasses d’animaux morts. Elle traverse ainsi l'Allemagne finit par arriver en Pologne. Alors qu’elle vole de la nourriture dans une ferme, elle est blessée par le fermier et s’évanouit dans la forêt. Quand elle se réveille elle se retrouve face à une louve. 

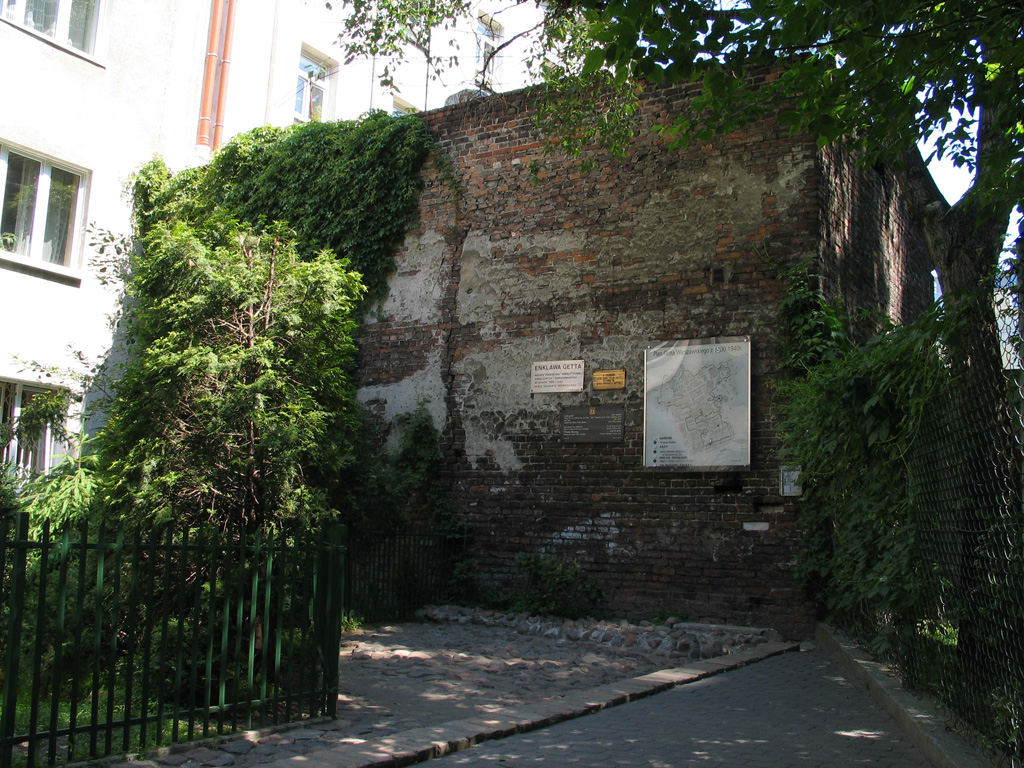
Reste du mur du ghetto de Varsovie.

L’animal et la petite fille s’adoptent mutuellement, mais la louve et son compagnon sont tués par un chasseur. Après avoir assisté au meurtre par « jeu » d'un juif par les Nazis, Misha multiplie les rencontres : des partisans polonais et une colonne juive avec laquelle elle entre dans le ghetto de Varsovie toujours à la recherche de ses parents. Terrorisée par la violence des Allemands et révoltée par l’indifférence des habitants du ghetto devant le sort des enfants faméliques et des morts, elle s’enfuit en passant par-dessus le mur. Poursuivant sa route vers l’est, elle trouve un soir refuge dans une caverne avec des louveteaux. Elle parvient à se faire adopter par la meute. Elle se nourrit des restes des loups. Misha se décide enfin à continuer sa route vers l’Est avec deux des petits, devenus adultes. Un jour, elle assiste au viol et à l’assassinat d’une jeune Russe par un soldat allemand. Terrifiée, elle le tue à coups de couteau. Elle est ensuite le témoin impuissant et révolté du massacre par les nazis d'un convoi d'enfants.
Mishke, à nouveau seule, entame le chemin du retour où elle ne rencontre que des charniers, des villages brûlés et abandonnés. Elle traverse la Moldavie, la Roumanie. En train, puis à pied, elle traverse les plaines et les montagnes d'Europe centrale jusqu'au littoral yougoslave. Elle s’évanouit et se réveille dans un bateau qui transporte des réfugiés vers l’Italie. Le pays a été libéré. Recueillie par la police belge, elle est reconnue par le grand-père en tant que Monique De Wael. Elle est confiée à deux vieilles filles enseignantes qui prennent en charge son éducation.
Le dernier chapitre raconte brièvement la vie d’adulte de la narratrice : un mariage sans amour avec un Juif séfarade qui lui laisse un fils, un second mariage heureux, et le retour au judaïsme aux États-Unis.

### Les personnages

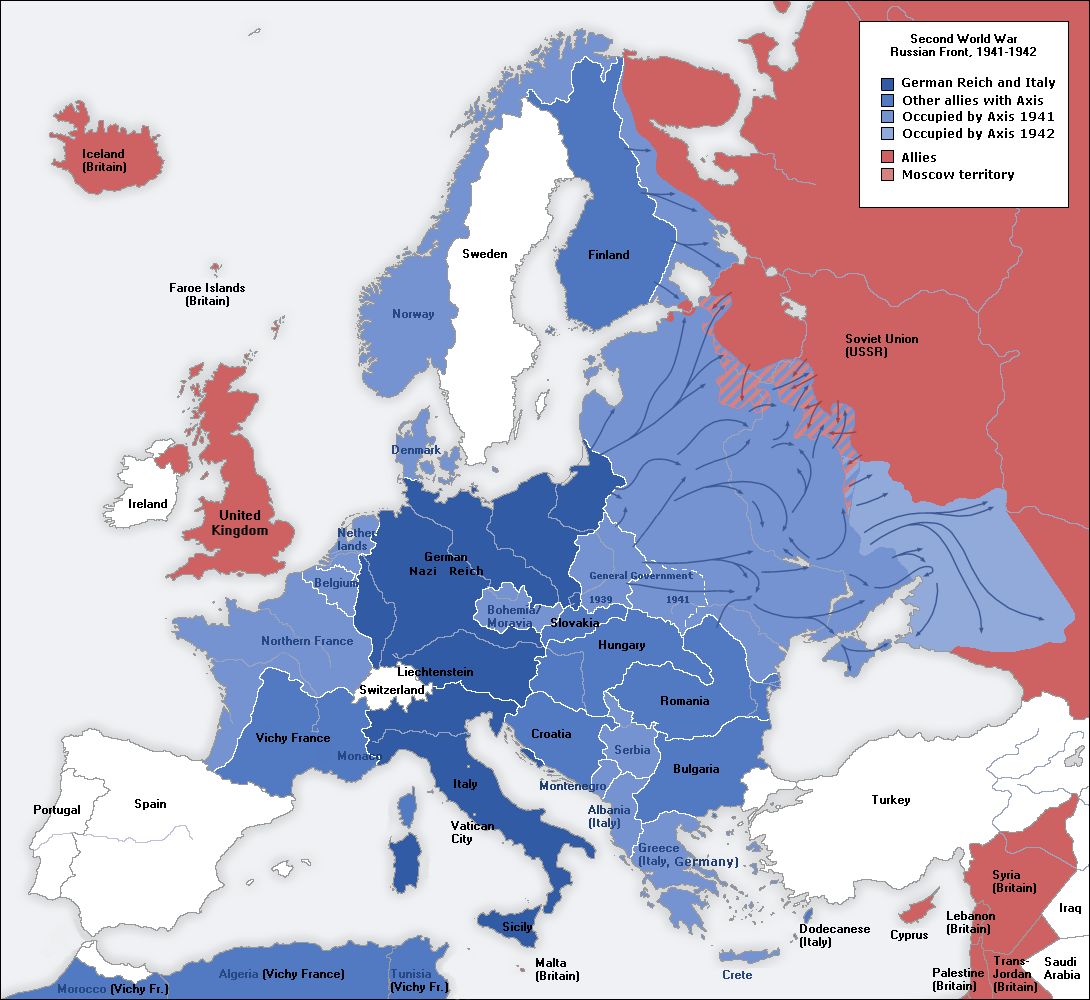
Conquêtes allemandes (bleu) pendant la Seconde Guerre mondiale.

- La narratrice Misha se décrit dans le premier chapitre comme un « loup égaré dans la ville »[8], une petite fille de 8 ans, blonde, « couverte de plaies et de croûtes », une sauvage rétive aux règles de vie qu’on veut lui imposer. Elle revient ensuite sur son enfance. En 1941, c’est une petite fille de 7 ans, pleine de vie et d’imagination. Après l’arrestation de ses parents, elle devient Monique Valle, 4 ans. Elle explique qu’elle peut passer pour une fillette de 4 ans parce qu’elle est de petite taille[9] mais solide[10] et intrépide. Dès les premières semaines de son périple, elle acquiert une grande insensibilité à la douleur[11] et fait preuve d’une résistance physique hors norme. Peu à peu son apparence se transforme. Elle est tellement sale qu’elle finit par avoir une odeur plus animale qu’humaine. C’est du moins comme cela qu’elle explique le peu de méfiance d’une louve à son égard [12]. Lorsqu’elle est le témoin de l’exécution sommaire d’enfants par les nazis, elle prend conscience des dangers qu’elle court et du côté chimérique de son entreprise. De retour en Belgique, elle a le plus grand mal à s’adapter à la vie sociale.

- La mère, Gerusha, est une Juive russe. C’est une belle femme brune, aux yeux sombres, qui a gardé un fort accent russe. Elle est arrêtée en 1941 par les Allemands. Elle est pour la narratrice l’image même de l’amour et de la douceur. C’est elle qui manque le plus à Misha et que la petite fille veut retrouver.

- La mère d’accueil en 1941, Marguerite : la narratrice la surnomme la « virago » et souligne son âpreté au gain. C’est une femme sèche aux cheveux gris mauve, une bourgeoise catholique. Elle confie un jour à une parente : « Si elle [Mishke] s’en va, ça m’est égal, mais si Janine [la bonne] devait me quitter, j’en pleurerais des larmes de sang. » [13]. Elle humilie sans cesse la petite fille. C’est avec elle que Misha fait l’apprentissage de la haine.

- Le grand-père, Ernest : c’est en fait l’oncle du père. Il a une ferme qui permet à la famille de s’alimenter sans restriction.  Lui et sa femme Marthe sont les seuls à être gentils avec Misha. Il dit à la petite fille : « Les bêtes, c’est mieux que les hommes. Les bêtes ne te veulent pas de mal, elles sont reconnaissantes… Un animal ne tue que pour manger. L’humain tue pour n’importe quoi. »[14]. La narratrice explique que le grand-père lui a transmis cette « philosophie de vie ».

### Analyse
Bernard Fixot, l’éditeur français, Vera Belmont et Gérard Mordillat qui ont adapté Survivre avec les loups pour le cinéma soulignent qu’il s’agit d’une belle histoire, une histoire de quête et de survie dans le chaos de la Seconde Guerre mondiale et de la Shoah. 

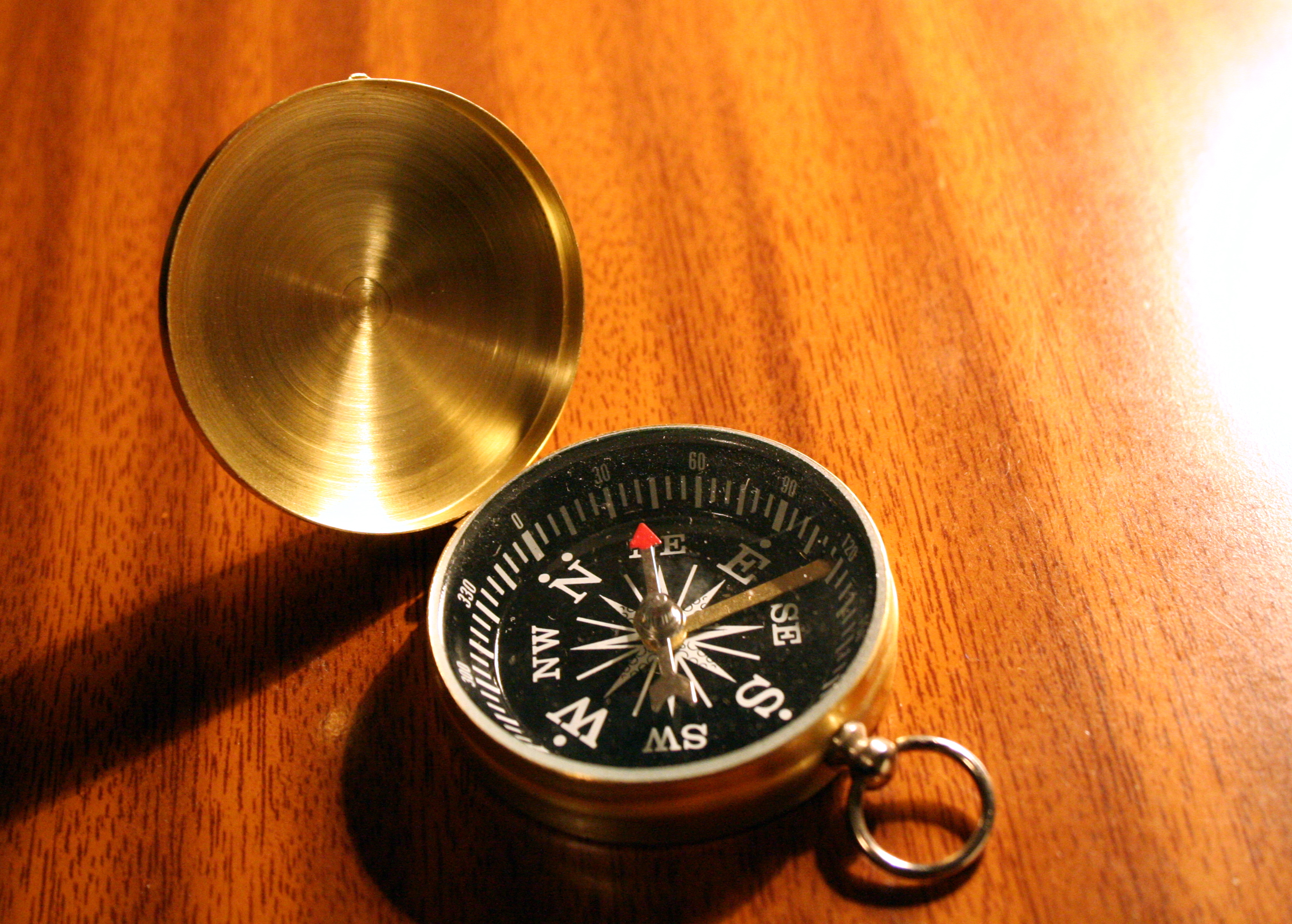
Une boussole, objet vénéré par Misha.

Plusieurs thèmes ressortent de ce récit. La quête de la mère traverse tout le roman. La beauté et la douceur de la mère sont idéalisés. La narratrice va même jusqu’à identifier la louve qu’elle rencontre en Pologne, « sa maman Rita », à sa mère. La fourrure de la bête lui rappelle la chaleur de la chevelure maternelle. Lors de sa deuxième rencontre avec une meute de loups, elle est tellement heureuse de faire partie de la meute qu’elle arrête de rechercher ses parents. Chez les partisans russes, Malka, une autre figure maternelle, lui fait prendre son premier bain depuis son départ.
Le second moteur est la résistance à toute épreuve de Misha et sa haine des hommes :  haine de Marguerite sa mère d’accueil, haine du soldat allemand qui tue le couple de loups avec qui elle vit en arrivant en Pologne, haine des Allemands encore qui tuent un déporté juif pour « s’amuser ». Elle préfère la compagnie des animaux. La violence est un compagnon de voyage de la petite fille ; que ce soit sa propre violence, elle casse les jambes de l’Allemand qui a tué maman Rita, elle tue un soldat allemand qui a violé une jeune russe ; la violence des adultes, elle voit quotidiennement des exécutions le peu de temps qu’elle passe avec les partisans polonais, des exécutions sommaires dans le ghetto de Varsovie.
À partir du moment où la narratrice rencontre la louve grise, le récit s’attache à évoquer l’adaptation de la petite fille aux mœurs des loups. Elle se plaque à terre quand la louve retrousse ses babines, en signe de soumission. Elle se couche sur le dos quand le nouveau compagnon de sa protectrice la menace. La narratrice prête aussi des sentiments et des pensées humaines aux loups. Lorsqu’elle joue avec les louveteaux qu’elle vient de rencontrer, elle pense que l’attitude de la vieille louve signifie : « Ça va, je ne suis pas inquiète, vous pouvez jouer, je surveille. » Elle pense qu’elle est adoptée par la meute de loups parce qu’elle n’a pas peur d’eux et qu’elle éprouve pour eux un amour absolu. La mère devient à son tour une mère de substitution. Le mythe de la louve nourricière, qui remonte à Romulus et Rémus, a été repris par Kipling dans Le Livre de la jungle, est encore une fois utilisé.

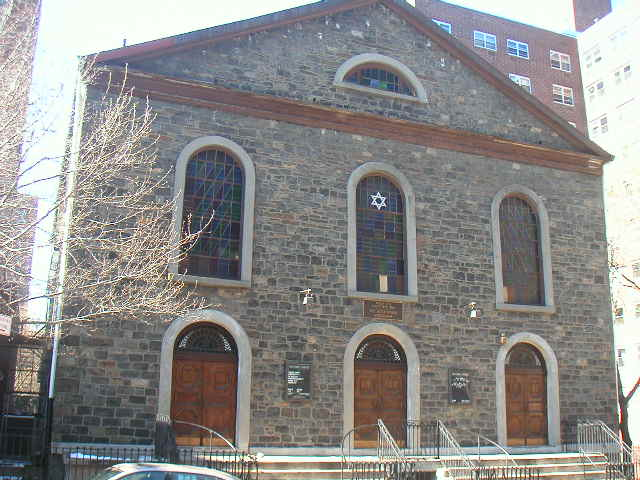
Une synagogue américaine.

### Critiques  et ventes
- « Dans un livre bouleversant, Misha Defonseca livre le secret d’une vie hors du commun. » Elle[21]
- « Une fabuleuse histoire d’amour et de haine, mais aussi une immense leçon de courage. », Catherine Louquet, France-soir[22]

En 2005, le livre s’est classé en 18e position des meilleures ventes d’essais et documents. Lors de la révélation de la supercherie, il figurait à la 25e place des meilleures ventes d’essais et documents, tandis que son édition de poche était 6e du palmarès des poches. Bernard Fixot, va envoyer aux libraires deux textes à glisser dans les exemplaires en circulation. Le premier de Misha Defonseca pour reconnaître son mensonge, le second, rédigé par l’éditeur, explique sa position. Ces deux textes seront intégrés à une réimpression du livre. L’indication « document-histoire vraie » sera remplacée par la mention « roman ».

## L’imposture littéraire

### La révélation de l’imposture
Misha Defonseca a affirmé pendant longtemps qu’il s’agissait de sa véritable histoire. Cette affirmation n’a guère été remise en cause publiquement jusqu’en août 2007, date à laquelle son éditrice, avec qui l'autrice était en conflit financier et judiciaire, commence à publier un blog remettant en question la véracité du récit. La polémique fait surtout rage depuis la sortie du film de Vera Belmont. Serge Aroles, chirurgien et spécialiste des enfants-loups, publie le 8 janvier 2008 un article soulignant l’absurdité du comportement de Misha au sein de la meute de loups, puis, le 3 février 2008, il donne une argumentation titrée « Les archives de Belgique confirment que Survivre avec les loups est une escroquerie ». Maxime Steinberg, historien de la déportation des Juifs de Belgique, intervient dans le débat et précise que la déportation des Juifs vers les camps d’extermination n’a commencé que le 4 août 1942, et non en 1941 comme l’écrit Misha Defonseca dans son récit. Ces propos sont repris par Regards, la revue du Centre communautaire laïc juif de Belgique. Les historiens pensent que Misha Defonseca s’appelle en fait Monique De Wael, née en 1937, et qu’elle était élève dans une école de Schaerbeek, dans la banlieue de Bruxelles. De plus, elle ne serait pas juive, mais catholique. Ses parents, des résistants, ont été arrêtés le 23 septembre 1941 à leur domicile et déportés à Sonnenburg, à la frontière germano-polonaise. Son père est mort en 1944, sa mère en 1945.

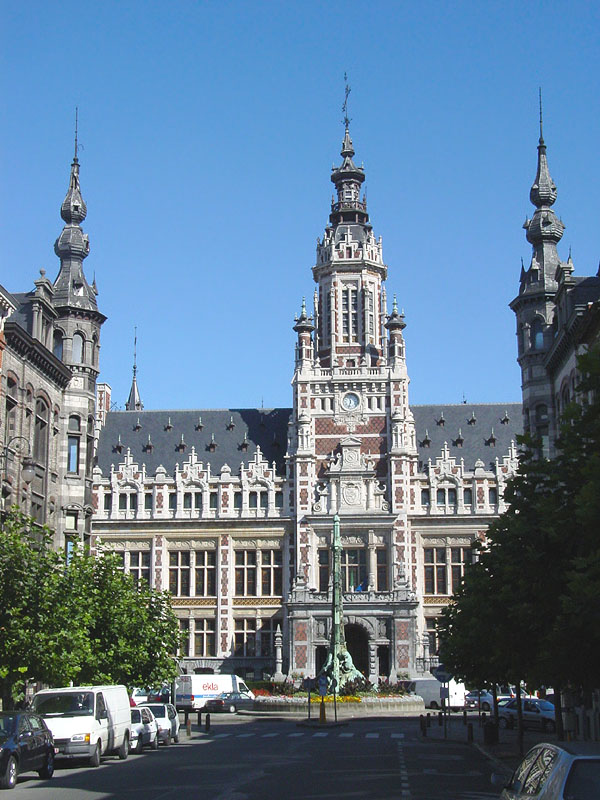
L’hôtel de ville de Schaerbeek.

La polémique est d’autant plus gênante qu’un des objectifs de la réalisatrice, Véra Belmont, était de parler de la Shoah aux enfants à partir d’une histoire vraie.  Mais la polémique a pris fin avec les aveux de Misha Defonseca dans le quotidien belge Le Soir, le 28 février 2008. Elle y reconnaît en effet ne pas être juive, et avoir tout inventé car elle détestait sa vie. Elle admet avoir « raconté une autre vie ». « Ce livre, cette histoire, c’est la mienne. Elle n’est pas la réalité réelle, mais elle a été ma réalité, ma manière de survivre » ». Elle explique : « On m’appelait « la fille du traître » parce que mon père était soupçonné d’avoir parlé sous la torture à la prison de Saint-Gilles. À part mon grand-père, j’ai détesté ceux qui m’avaient accueillie. Ils me traitaient mal… C’est vrai que, depuis toujours, je me suis sentie juive et plus tard, dans ma vie, j’ai pu me réconcilier avec moi-même en étant accueillie par cette communauté. » De fait, la vérité se révèle encore plus cruelle. Robert De Wael, son père, aurait accepté, après son arrestation, le marché proposé par les nazis : la possibilité de voir sa fille Monique s’il livrait les noms des membres de son groupe. Il aurait même participé aux interrogatoires de ses compagnons d’armes et aidé ainsi au démantèlement de son réseau de résistants. Il est ensuite emprisonné dans différents endroits avant d’être transféré à Sonnenburg à la frontière germano-polonaise, où il a été fusillé le 3 ou 4 mai 1944. Joséphine Donvil, son épouse, passe elle aussi de prison en prison avant d’être déportée à Ravensbruck, où elle meurt en février 1945. À la libération, le nom de Robert De Wael est effacé de la plaque de pierre apposée sur les murs de la mairie de Schaerbeek, où il était employé, en l’honneur des fonctionnaires locaux victimes des nazis.
Certains craignent que cette histoire de faux récit ne verse de l’eau au moulin des négationnistes et des antisémites, comme semblent l’indiquer certains des sites ou des articles de forum qui abordent le sujet,. Ce n’est pas le premier cas de mystification dans la littérature de la Shoah. Binjamin Wilkomirski, dans son livre Fragments d’une enfance, 1939-1948, rapporte le traumatisme psychologique connu par un adulte qui a été déporté enfant dans un camp de la mort et recouvre une partie de sa mémoire par bribes. Ce récit était en fait un faux, lui aussi.

### Comprendre la mystification

#### Le rôle des éditeurs
La révélation de la mystification pose plusieurs questions, tout d’abord celle de la mythomanie de Misha Defonseca puis, en second lieu, celle de la crédulité des médias, entraînant celle du public. 
Aux États-Unis, où le livre a été publié en premier, le débat sur la véracité du récit est resté peu médiatique, vu le peu de succès du livre (5 000 exemplaires vendus). L’historienne Deborah Dwork , autrice d’un livre sur les enfants juifs dans l’Europe nazie, et Lawrence L. Langer, historien spécialiste de l’holocauste, avaient émis des doutes sur la réalité de l’histoire racontée quand l’éditrice leur avait confié le manuscrit pour leur demander leur avis. Mais Jane Daniel (l'éditrice) ne tint aucun compte de leurs remarques. 
Elie Wiesel et la Fondation nord-américaine pour les loups accordèrent au livre leur parrainage. Elie Wiesel admettra plus tard n'avoir pas lu le livre et regretter de ne pas l'avoir fait.
Vera Lee, qui a coécrit le livre raconte dans un article publié en 2001 dans le Boston Globe, qu’en rédigeant l’histoire de Misha Defonseca, elle avait eu des doutes sur sa véracité. Elle contacta même une organisation américaine spécialiste de la transmission de la mémoire de la Shoah qui lui aurait confirmé que l’histoire était impossible. Vera Lee affirme que l’éditrice lui aurait dit de ne pas s’inquiéter, qu’il s’agissait des mémoires d’une enfant. Jane Daniel, l’éditrice, certifia à Bernard Fixot, qui dirigeait à l’époque les Éditions Robert Laffont, que l’histoire était authentique. 
Après la révélation de l’imposture de Binjamin Wilkomirsk en 1999, Jane Daniel commença à s’inquiéter. Elle déclara sentir un changement dans la profession car jusqu’à présent on n'avait jamais demandé à un éditeur de vérifier la véracité des récits autobiographiques qu’il publiait. Elle publia alors un mémo sur le site Internet des éditions Mt. Ivy dans lequel elle citait les raisons qui permettaient de croire que le récit de Misha était vrai. Elle concluait en disant que la question se poserait de toute façon toujours. Après la révélation de l’imposture, l’éditrice américaine a déclaré ne pas avoir pu faire des recherches sur le récit de Misha Defonseca. Selon elle, la faute en incombe à Misha qui n’a fourni aucun renseignement sur le nom de ses parents, son âge et son lieu de naissance. 
En fait, l’éditrice américaine ne s’acharna à prouver les mensonges de Misha Defonseca qu’après avoir été ruinée par cette dernière. En 2005, elle a été condamnée à payer 22,5 millions de dollars de dommages et intérêts à Misha Defonseca et 10 millions de dollars à Vera Lee. Un des attendus du jugement spécifiait que « Mt. Ivy et Mme Daniel ont intentionnellement causé des préjudices sur le plan émotionnel et psychologique à Mme Defonseca ». L’avocat de l’autrice précisait même : « Après que Mt. Ivy l’a pressée d’écrire le livre et de se replonger dans ses douloureux souvenirs, Mme Defonseca a souffert de voir l’histoire de sa vie mal utilisée, mal représentée et détournée par Mt. Ivy ». On peut donc en déduire que le revirement de Jane Daniel est dû essentiellement à la perte ruineuse de ce procès, puisque l'éditrice y avait laissé son héritage, sa maison et une bonne partie de son salaire. Néanmoins, elle fera appel du jugement, et la cour d'appel du Massachusetts lui donnera en grande partie raison, puisqu'elle déboutera Misha Defonseca de ses droits d'auteur. Le juge estimant que « Certaines falsifications sont si émotionnellement sensibles qu'elles entravent la possibilité pour le jury d'envisager les faits de façon impartiale et de juger une affaire. Prétendre à tort être une victime (et survivante) de l'Holocauste est de celles-ci, particulièrement lorsque cette affirmation - comme ici - est à l'origine d'un livre. ».
Quant à Bernard Fixot, il justifie ainsi son choix de l’époque : « Notre métier n’est pas de découvrir la vérité à tout prix. Mon premier critère, c’est l’exemplarité du document, une histoire qui aide les gens à fonctionner, comme celle de cette petite fille plus forte que la barbarie ». Mais un document n’est pas exemplaire s’il est faux. Le livre connut un fort engouement en Europe. On peut se demander si le succès aurait été le même si Survivre avec les loups avait été présenté comme une fiction et non pas comme une histoire vraie « exemplaire ». Karin Bernfeld écrit que le label histoire vraie a fait vendre ce livre et ce film mais parce que l’histoire était très romanesque. Elle souligne que Robert Antelme et Primo Levi avaient très peu vendu de leurs histoires vraies quand leurs livres étaient sortis.

#### Crédulité et empathie

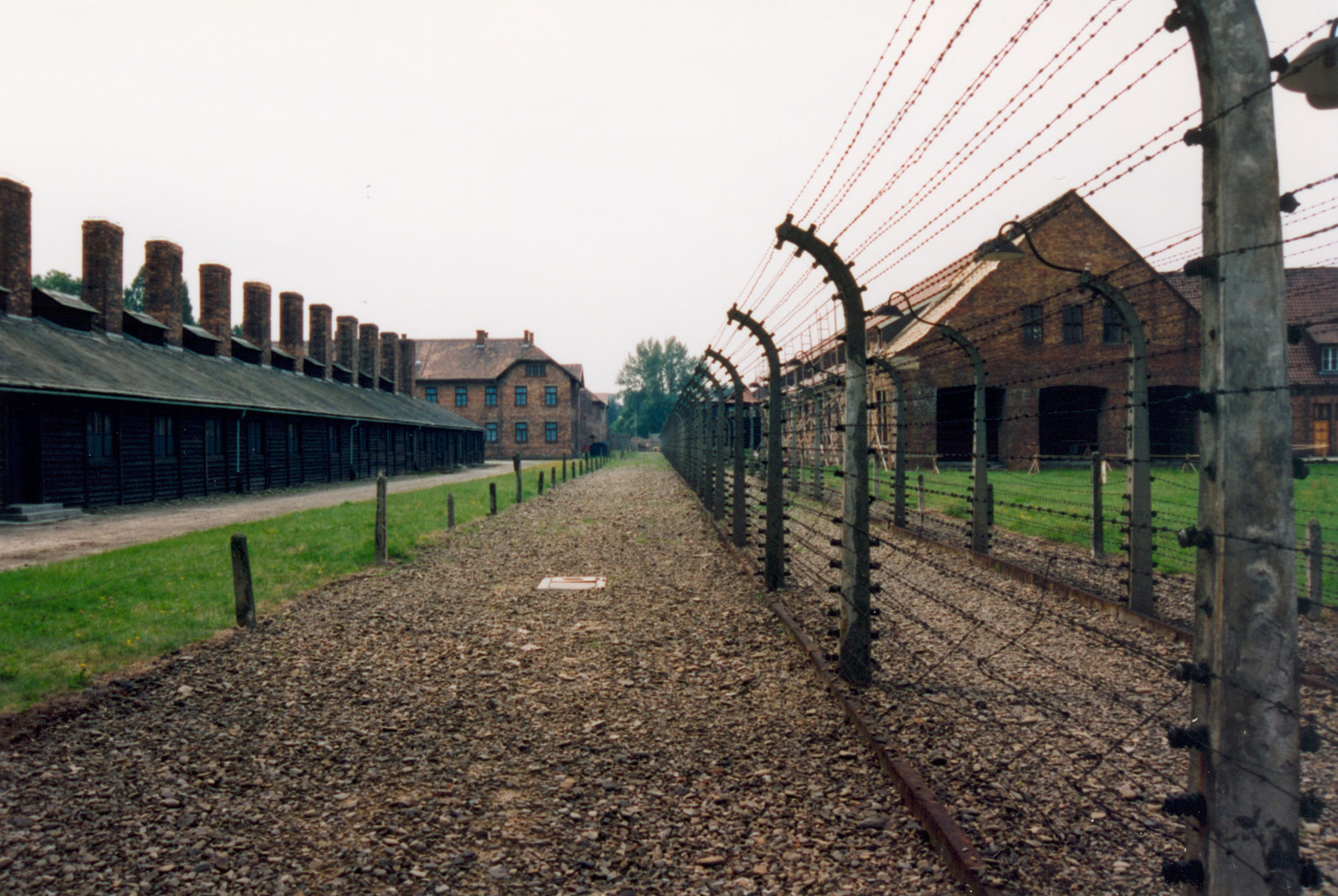
Camp de concentration d’Auschwitz

Au sujet de la crédulité des gens, Véra Belmont déclare dans un entretien publié par le quotidien israélien Haaretz : « C’est la même chose que pour les gens qui nient l’existence des camps de concentration. C’est une histoire vraie. Tout ce qui s’est passé pendant l’holocauste est incroyable et difficile à comprendre. C’est pour cela que les gens ont du mal à croire cette histoire. » Karin Bernfeld relève que Serge Aroles avait dénoncé la supercherie depuis plusieurs années sans être entendu. Elle pense que c’est parce qu’il portait atteinte au « sacré », et que par conséquent, il était immédiatement suspect d’être « antisémite ». 
Après les aveux de Misha Defonseca, Véra Belmont déclare : « C’est difficile d’être juif, alors pas une seconde je n’ai pensé que quelqu’un endosse ce vêtement… Le reste, il y a des choses qui me paraissaient comme chez les enfants, comme dans ma propre mémoire, avec des choses vraies et d’autres au sujet desquelles je suis sûre d’avoir affabulé ».
Philippe Di Folco, auteur de l’essai Les Grandes Impostures littéraires écrit qu'« un succès de librairie qui assène des inepties sur tel ou tel sujet ne peut exister qu’avec la complicité d’un public disposé à gober une illusion de savoir… Convenons-en, nous, lectrices et lecteurs, aimons parfois nous laisser berner ».